# Monasterio Konstamonitu

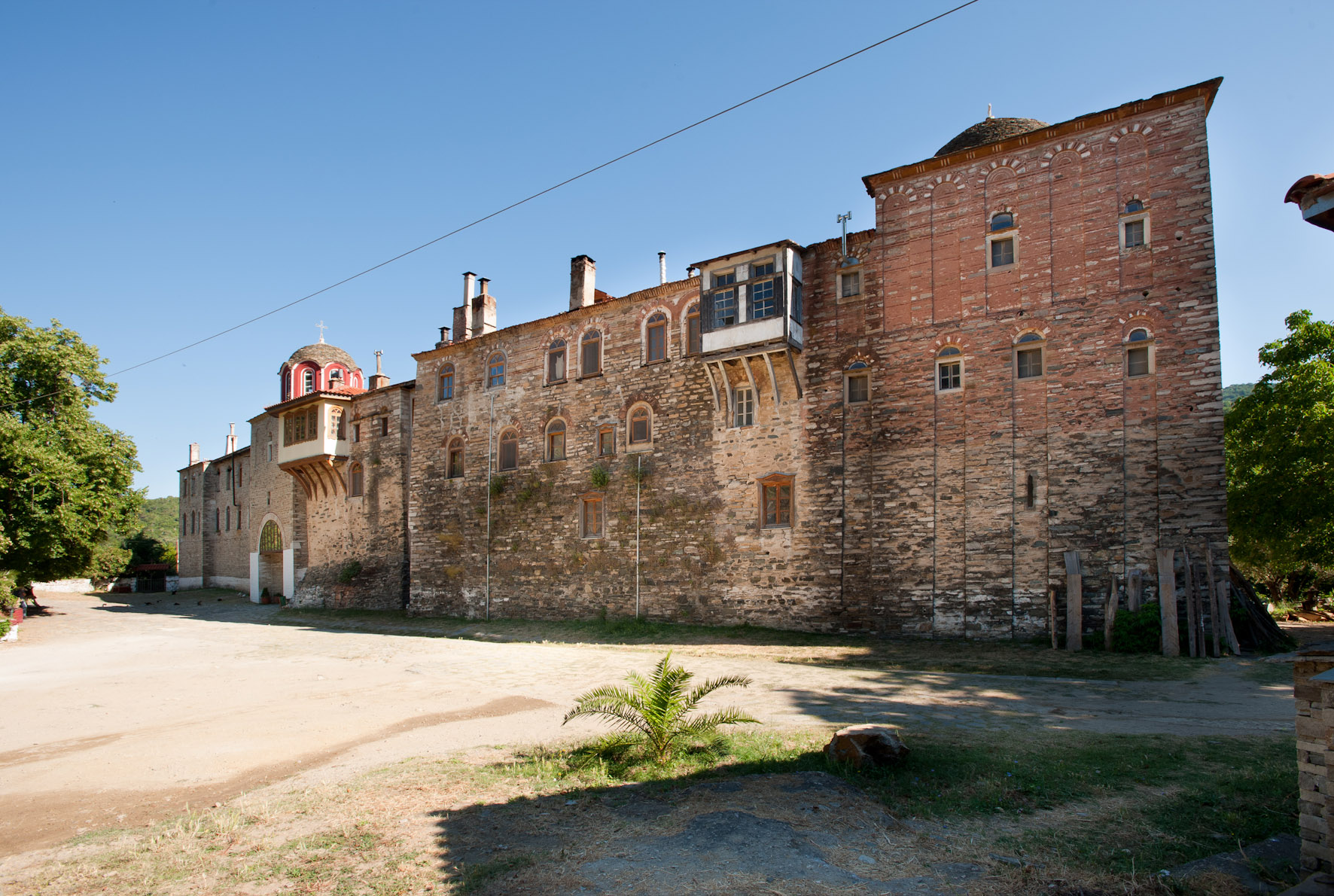
Monasterio Konstamonitu en el Monte Athos.

El Monasterio Konstamonitu (en griego, Κωνσταμονίτου) es un monasterio ortodoxo del Monte Athos. Es el vigésimo en la jerarquía que rige los 20 monasterios de la comunidad monástica del Monte Athos. 
Ubicado en el sureste de la península, se trata de un monasterio que fue fundado en siglo X por un monje llamado Konstamonites. Fue favorecido por gobernantes serbios. Sufrió un incendio en el siglo XVI que provocó la destrucción de un sector del monasterio. Una de las alas fue construida a finales del siglo XVIII; el katholikón, que está dedicado a San Esteban Protomártir, se construyó  a mediados del siglo XIX sobre una iglesia más antigua. Consta de nueve capillas y entre sus objetos más preciados se hallan iconos, reliquias de santos, objetos litúrgicos y manuscritos.
En 1990 estaba habitado por unos 30 monjes que tienen una forma de vida cenobítica.